# Obavještajna djelatnost
Obavještajni rad ili djelatnost  je rezultat prikupljanja, obrade, integracije, raščlambe, predikcije, interpretacije i diseminacije obavještajnih podataka. Obavještajni podatak, odnosno obavještajna informacija je svako novo saznanje o stranoj državi, kriznom području, trenutačnom ili potencijalnom protivniku i svakom drugom objektu prikupljeno obavještajnim radom.
Iz gornjih definicija proistječe nekoliko tvrdnji:
- obavještajni rad je sveobuhvatan po vremenu, prostoru i metodama,
- obavještajni rad je značajan kao potpora odlučivanju,
- obavještajni rad provodi se jednakim intenzitetom bez obzira na to je li država u ratnom stanju,
- obavještajni rad mora biti usmjeren i k nekonvencionalnom ratu kao potencijalnoj prijetnji.

Obavještajna djelatnost rabi razne načine prikupljanja informacija, koji na specifičnim metodama i iz različitih izvora izdvajaju informacije. Najšira podjela obuhvaća sljedeće vrste obavještajnih metoda:
- ljudski izvori (engl. HUMINT) - izvori podataka su osobe koje imaju informacije o objektima od obavještajnog interesa
- elektroničko izviđanje (engl. SIGINT) - izvori podataka su razni izvori elektromagnetskih signala komunikacijske (engl. COMINT) ili (engl. ELINT) nekomunikacijske prirode
- obrada slikovnih informacija (engl. IMINT) - do informacija se dolazi obradom slikovnih podataka (satelitske snimke, bespilotne letjelice i sl.)
- obrada drugih obilježja objekata (engl. MASINT) - do informacija se dolazi znanstvenom i tehničkom obradom obilježja objekata od obavještajnog interesa
- obrada otvorenih izvora (engl. OSINT) - do informacija se dolazi obradom svih dostupnih izvora novine, knjige, elektronički mediji, satelitske snimke.

U nekim izvorima se navode i druge vrste obavještajnog rada.
Osnovno pitanje koje se nameće je kako ustrojiti obrambenu obavještajnu organizaciju koja će učinkovito odgovoriti na izazove nekonvencionalnih metoda rata. Dok konvencionalni rat ima određena pravila i zakonitosti na temelju kojih se uz veliku vjerojatnost može zaključiti kakve su namjere objekata, nekonvencionalni rat upravo svojom raznolikošću pojavnih oblika koji se kreću od potpuno neoružanih do oružanih sukoba postavlja velike zahtjeve pred obavještajni sustav. 
Prije svega nekonvencionalni rat pred obrambenu obavještajnu djelatnost nameće potrebu praćenja i procjene ponašanja objekata od obavještajnog interesa ne jedino u vojnim pitanjima (prate se i politička i gospodarska pitanja kao potpora donošenju zaključaka u vojnoj problematici), nego i u političkim, ekonomskim, diplomatskim i informacijskim pitanjima.
Ovakav način praćenja objekata pruža potpuniju sliku, istodobno omogućuje predviđanje ponašanja s većom vjerojatnošću, ali s druge strane zahtjevniji je prema obavještajnoj strukturi od koje traži poznavanje problematike ne više usko vojne već i vezane uz sva navedena obilježja objekata. Pored toga interakcije događaja u ovim područjima su složene i višeznačne, čime se dodatno usložnjuje rad.
Obavještajni rad mora biti neprekidan u prostoru i vremenu. Dakle, objekti rada se moraju pratiti na cjelokupnom prostoru i ne smije postojati vremenski diskontinuitet, niti se intenzitet rada smije znatnije mijenjati u ovisnosti od trenutačnog stanja u odnosima s tim objektom.
Razina učinkovitosti obavještajnog rada u nekonvencionalnom ratu ovisi o razini nasilja (intenzitetu konflikta). Očito je da su obavještajni rad, nadzor i izviđanje učinkovitiji u manje nasilnom stadiju konflikata.